# Galea spixii
Galea spixii — вид гризунів родини кавієвих, що мешкає в Болівії та Бразилії у відкритій місцевості, саванах і напівпосушливих областях як непорушених так і порушених людиною. У північно-східній Бразилії найнебезпечнішим хижаком для них є великий грізон (Galictis vittata). Вид названий на честь Йогана Баптіста фон Спікса (нім. Johann Baptist Ritter von Spix, 1781 – 1826), німецького натураліста, який брав участь в дослідницькій австрійській експедиції в Бразилію.